# Saint-Maixant (Gironde)
Saint-Maixant település Franciaországban, Gironde megyében. Lakosainak száma 2046 fő (2022. január 1.). Saint-Maixant Saint-André-du-Bois, Langon, Le Pian-sur-Garonne, Saint-Macaire, Semens, Toulenne és Verdelais községekkel határos.

## Népesség
A település népessége az elmúlt években az alábbi módon változott:
| Lakosok száma | 925  | 1203 | 1349 | 1375 | 1760 | 1868 | 1919 | 1994 | 2014 | 2046 |
|               | 1968 | 1982 | 1990 | 2006 | 2013 | 2015 | 2017 | 2019 | 2020 | 2022 |